# Simonestus separatus
Simonestus separatus is een spinnensoort uit de familie van de loopspinnen (Corinnidae).
De wetenschappelijke naam van de soort werd in 1971 als Diestus separatus gepubliceerd door Joachim Schmidt.